# Dave Heffernan
Pour les articles homonymes, voir Heffernan.
Pas d'image ? Cliquez ici

a Compétitions nationales et continentales officielles uniquement.

b Matchs officiels uniquement.
Dernière mise à jour le 15 décembre 2024.
Dave Heffernan, né le 31 janvier 1991 à Ballina (Irlande), est un joueur international irlandais de rugby à XV jouant au poste de talonneur au Connacht depuis 2012.

## Biographie

### Jeunesse et formation
Dave Heffernan, né à Ballina, dans le comté de Mayo, fréquente le Blackrock College (en) avant de rejoindre le Connacht en moins de 19 ans. Il intègre ensuite leur centre de formation en 2011. Avant de faire ses débuts professionnels il joue avec l'équipe réserve de la province : les Connacht Eagles et pour le club du Buccaneers RFC.

### Carrière en club
Dave Heffernan joue le premier match de sa carrière durant la saison 2011-2012 du Pro12, en mars 2012 contre les Scarlets alors qu'il fait encore partie du centre de formation. Il est titularisé au poste de troisième ligne aile.
Après deux ans passé au centre de formation, il est promu dans l'équipe première avant le début de la saison 2013-2014. C'est à ce moment qu'il est repositionné au poste de talonneur,. En fin de saison, il prolonge son contrat d'un an.
En 2015-2016, le Connacht se qualifie pour la première fois de son histoire en finale du Pro12 et affronte le Leinster. Heffernan commence cette rencontre sur le banc de touche puis entre en cours de jeu. Le Connacht s'impose 20 à 10 et remporte le tout premier trophée de son histoire,.
Durant la saison 2023-2024, au mois de mai 2024, il joue son 200e match avec le Connacht, lors d'un match d'United Rugby Championship (ex-Pro12) contre le Leinster. Il devient alors le huitième joueur de la province à atteindre cette barre symbolique,.

### Carrière internationale
Dave Heffernan représente l'Irlande en moins de 20 ans. Il participe à un match du Tournoi des Six Nations des moins de 20 ans 2011 contre la France.
Il est appelé pour la première fois en équipe d'Irlande pour la tournée d'été 2017. Il obtient sa première cape le 10 juin 2017 contre les États-Unis, lorsqu'il entre en jeu à la place de Niall Scannell.
En 2020, il est sélectionné pour les deux dernières journées du Tournoi des Six Nations 2020, afin d'affronter l'Italie et la France.
Alors qu'il n'a plus joué en sélection depuis un match en 2022 contre la Nouvelle-Zélande, il est appelé en renfort pour la tournée d'été 2024 afin de remplacer Dan Sheehan dans le groupe irlandais.

## Palmarès
- Connacht
  - Vainqueur du Pro12 en 2016